# Avenida Cinco de Mayo (Ciudad de México)
La Avenida Cinco de Mayo se encuentra en la zona poniente del centro histórico de la Ciudad de México. Conecta la plaza de la Constitución a la altura de la torre poniente de la Catedral Metropolitana de la Ciudad de México con el Palacio de Bellas Artes y la Alameda Central. Su trazo actual corresponde a las ampliaciones que fueron realizadas desde mediados del siglo XIX hasta comienzos del siglo XX.
La calle es de un sentido y va en dirección poniente a oriente. A lo largo de su recorrido se pueden apreciar importantes ejemplos de la arquitectura de los siglos XIX y XX; y muy pocos del período colonial, aunque con algunas transformaciones.

## Historia
La ampliación de esta calle hacia la zona de la Alameda Central comenzó en el año de 1846, cuando por propuesta de Francisco Arbeu y con el apoyo de Juan José Baz se realiza la demolición del claustro y convento que perteneciera al grandioso Templo de la Profesa, con el fin de que se alargara el tramo de la calle, que se conocía entonces como la "Calle de la Alcaicería" hasta el edificio del Gran Teatro Nacional, que en ese entonces era conocido popularmente como el Teatro de Santa Anna en honor a su constructor.
El nombre de esta calle fue asignado durante el periodo de la Segunda Intervención Francesa, en el año de 1862 y se debe a un decreto promulgado por el entonces presidente de la república Benito Juárez, quien decide con este acto conmemorar y exaltar el triunfo de las tropas mexicanas sobre las del ejército francés, considerado en ese entonces como el ejército más poderoso del mundo en su tiempo; y también para conmemorar la muerte del general Ignacio Zaragoza. Dicho decreto mencionaba que:

"...las calles de la Acequia, donde vivió el general, y la recientemente abierta en el ex-convento de la Profesa, se llame en lo sucesivo de Zaragoza la primera y del 5 de Mayo la segunda..."

La segunda ampliación importante se da en el año de 1905, cuando se inicia la construcción del Palacio de Bellas Artes en la parte Oriente de la Alameda Central, sobre el solar que perteneciera el ex templo de Santa Isabel, motivo por el cual se decide demoler el antiguo Teatro Nacional de México y prolongar la ya nombrada Calle cinco de mayo hasta la nueva e imponente obra. Con esta ampliación otras construcciones cercanas a la zona sufrieron algunas alteraciones, como la Casa de los Azulejos, a la cual se le tuvieron que suprimir casi noventa metros cuadrados de la fachada que daba a la reciente avenida.
A lo largo de la avenida, se observan importantes ejemplos de las corrientes arquitectónicas de los siglos XIX y XX.